# Carl Möllenhoff
Carl Wilhelm Albert Möllenhoff (* 10. April 1851 in Werne; † 4. November 1937 in Berlin-Dahlem) war ein preußischer Landrat und zuletzt Oberverwaltungsgerichtsrat.

## Leben
Carl Möllenhoff war ein Sohn des Rechtsanwalts und Notars Carl Möllenhoff (gestorben 1867) und dessen Ehefrau Auguste Möllenhoff, geborene Wiethaus. Er besuchte das Gymnasium in Dortmund und studierte anschließend in Göttingen, Leipzig und Straßburg Jura. Im Jahre 1873 in Dortmund zum Gerichtsreferendar ernannt, erhielt er am 17. Juli 1878 bei der Staatsanwaltschaft Wiesbaden seine Ernennung zum Gerichtsassessor. Er wechselte zur Verwaltung und war als Regierungsassessor bei den Königlich Preußischen Regierungen Schleswig und Düsseldorf tätig. Am 2. April 1886 folgte seine Ernennung zum Regierungsrat mit anschließender Versetzung zum 1. Oktober 1886 auf die Stelle des Landrats des Kreises Solingen. Er war von 1890 bis 1894 Mitglied des Rheinischen Provinziallandtages. Schließlich wurde er im Jahre 1894 an die Königlich Preußische Regierung in Königsberg versetzt und war ab dem 14. Juli 1894 als Verwaltungsgerichtsdirektor tätig. Zuletzt war er Oberverwaltungsgerichtsrat in Berlin.

## Familie
Möllenhoff heiratete am 22. April 1887 in Düsseldorf Clara Henriette Mathilde Pfeiffer (geboren am 23. Januar 1865 in Düsseldorf), eine Tochter des Düsseldorfer Bankiers und Kommerzienrats Wilhelm Pfeiffer und dessen Ehefrau Sophie Pfeiffer, geborene Trinkaus.